# Jan Antoon Locquet
Jan Antoon Locquet (Brussel, circa 1625 – Brussel, 22 maart 1687) was een jurist in de Spaanse Nederlanden. Op het eind van zijn leven werd hij voor bewezen diensten aan de Spaanse Kroon geadeld alsook tot kanselier van Brabant bevorderd.

## Levensloop
Locquet was de zoon van Willem Locquet en Pétronille Taedts. Hij studeerde eerst filosofie aan de oude universiteit van Leuven, meer bepaald in de Pedagogie De Lelie. Hij deed hogere universitaire studies in de rechten in Leuven. Van 1634 tot 1637 was hij hoogleraar filosofie aan dezelfde universiteit. 
Vervolgens werkte hij voor de Spaanse overheid: van 1637-1643 was hij plaatsvervangend adviseur van de Souvereine Raad van Brabant, de hoogste rechtbank van het hertogdom Spaans-Brabant. Van 1643-1656 werkte hij voor de Drossaart van Brabant. Locquet maakte verder carrière in Brabant als ambtenaar-rechter. In 1656 benoemde de gouverneur-generaal der Spaanse Nederlanden, Juan II, hem tot titelvoerend adviseur van de Souvereine Raad van Brabant. Dit was niet naar de zin van de Souvereine Raad zelf, want deze had een wervingsstop afgekondigd. De gouverneur-generaal zette door en benoemde Locquet toch. De Souvereine Raad vond het daarom beter dat Locquet thuis bleef. Locquet bleef weg van de vergaderingen van de Raad (1656-1658). De situatie verbeterde in 1658 wanneer Locquet het ambt van juridisch adviseur ten volle mocht uitoefenen. De Souvereine Raad was toen gehuisvest in een refugiehuis van de Abdij van Park van Leuven; dit gebouw bevond zich in de straat met de toepasselijke naam Perkamentstraat. De straat bestaat vandaag niet meer in Brussel. 

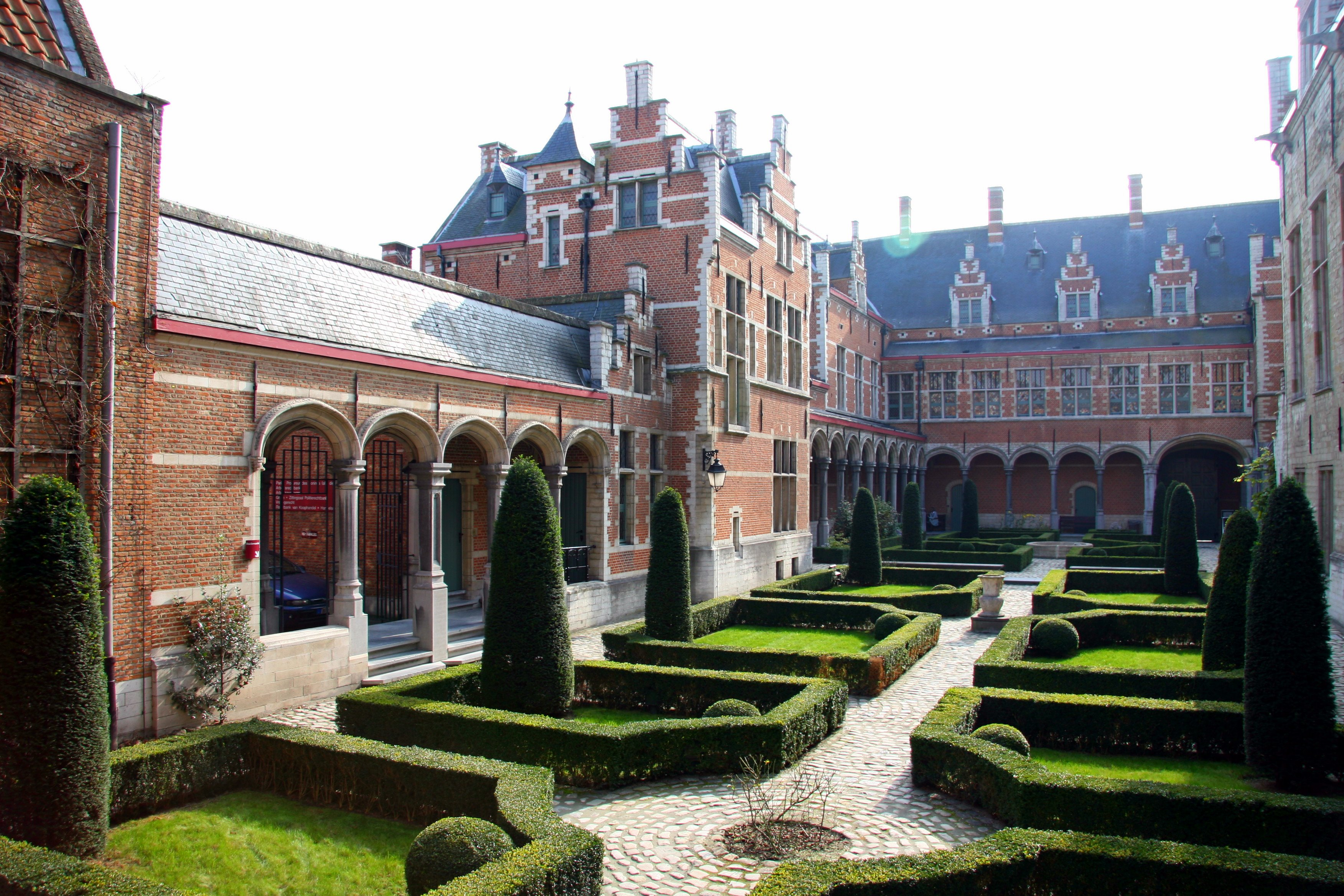
De Hoge Raad van Mechelen was toen gehuisvest in de Hof van Savoye in Mechelen.

Vanaf 1661 werkte Locquet voor de Hoge Raad van de Admiraliteit van Spanje, ook in Brussel gelegen. Locquet verhuisde vervolgens in 1663 naar Madrid. Daar zetelde hij in de Koninklijke Hoge Raad der Nederlanden en Bourgondië, die de koning adviseerde over de financiën en de benoemingen in de Spaanse Nederlanden. 
Na 6 jaren verblijf in Madrid, keerde hij terug naar de Nederlanden (1669). Locquet verkreeg immers de benoeming tot voorzitter van de Grote Raad van Mechelen (1670), het hoogste rechtscollege van de Spaanse Nederlanden. Dit voorzitterschap in Mechelen bezorgde hem een jaarlijks inkomen van 2.000 Spaanse ponden. Locquet was op het hoogtepunt van zijn carrière als rechter. Zijn schoonvader zetelde ook in de Grote Raad van Mechelen. Zijn zoon Jean-Michel (1653-1726) was ondertussen militair commandant van Mechelen geworden. Locquet werd daarnaast lid van de Raad van State van de Spaanse Nederlanden. Gouverneur-generaal Alessandro Farnese beloonde Locquet met 3 adellijke titels: heer van Impel, heer van Wandenbrouck en burggraaf van Hombeek (1681). Deze 3 plekken liggen in het Mechelse. In 1686 ontving Locquet de hoge onderscheiding van kanselier van Brabant uit de handen van gouverneur-generaal Francisco Antonio de Agurto. Deze titel was louter formeel maar betekende alleszins een bekroning van zijn levenslange dienst aan de Spaanse Kroon. 
Kanselier Locquet overleed een jaar later in Brussel (1687).
- Gemeinsame Normdatei: 1187261165
- International Standard Name Identifier: 0000 0003 9729 9282
- Nederlandse Thesaurus van Auteursnamen: 07505745X
- Virtual International Authority File: 310508420
- WorldCat: E39PCjtKb4qF88FyrdqQbD3KQy